# Camila Raznovich
Camila Raznovich (Milano, 13 ottobre 1974) è una conduttrice televisiva italiana.

## Biografia
È nata a Milano, secondogenita dopo il fratello Martin, da Mario Israel Raznovich, architetto argentino di origini ucraino-ebraiche ed esuli dell'Istria, e da Nicla Nardi, interior designer toscana di Prato già emigrata in Argentina con la propria famiglia. I due si erano conosciuti in università a Buenos Aires, ma dopo il matrimonio per sfuggire al pericolo dei tumulti locali erano emigrati a Milano.
Ha trascorso l'infanzia tra Milano, risiedendo nella comunità hippy Vivek, e alcune altre comunità hippy in India, soprattutto quella di Pune (essendo i suoi genitori divenuti, grazie a sua zia materna, seguaci di Osho). Dopo un periodo a Londra e la separazione dei genitori, è tornata nella città natale, dove ha frequentato il Ginnasio Liceo Statale Cesare Beccaria, e sua madre nel 1990 con dei soci ha rilevato il ristorante vegetariano Joia.
Nel 1992 si esibisce nella trasmissione Karaoke, condotta da Fiorello, in una versione di We Are the World. Camila Raznovich, dopo aver inviato un video di presentazione, è poi divenuta una delle prime presentatrici di MTV Italia. Nel suo curriculum sono presenti molti dei programmi della rete (e della sua sorella maggiore in lingua inglese): Hanging Out, Amour, Dial MTV, MTV Select, Hitlist Italia, MTV On the beach. Dopo aver condotto alcuni programmi in radio per Radio Italia Network, la conduzione di Night Express su Italia 1, e la partecipazione ad una serie di spot per Nescafé diretti da Gabriele Muccino che l'hanno resa familiare al grande pubblico televisivo (tanto da essere chiamata a partecipare ad una puntata di Domenica in dell'edizione 1999/2000 dedicata alle donne delle pubblicità del momento), nel 2000 partecipa alla MTV Regeneration, la serie di eventi che segnano il passaggio da TMC2 a MTV Italia.
Nello stesso anno le viene assegnata la conduzione di Loveline (che manterrà fino al 2010), dove si discutono tematiche inerenti al sesso e all'educazione sessuale, con la consulenza prima del sessuologo Marco Rossi e poi della psicologa Laura Testa. Nell'autunno del 2004 a Loveline si affiancheranno alcune puntate di Drugline, programma di simile impostazione ma, incentrato sui problemi relativi alle sostanze stupefacenti.
Nell'estate 2002 conduce insieme ad altri vj della rete MTV On the beach, un contenitore di brevi giochi, interviste tra i bagnanti e video musicali, registrato sulle spiagge italiane. Nel 2004 è stata la protagonista, insieme a Digei Angelo, Nicola Savino e Aída Yéspica, della sit-com satirica Sformat su Rai 2, per la regia di Cristian Biondani. Sempre nel 2004 conduce Kiss & Tell, programma simile ad Il gioco delle coppie, in cui alcuni concorrenti cercano di conquistare un concorrente di sesso opposto rispondendo alle domande di questo, ma senza poterlo vedere fino alle fasi finali del gioco; oltre a questo conduce le quattro serate del talk show Girls' Night.
Nel 2005 conduce il programma televisivo Relazioni pericolose su LA7 per 2 edizioni. Nel dicembre 2006 è stata la conduttrice di Voice, un talk show in cui il pubblico, principalmente giovanile, interagiva con gli ospiti presenti tramite domande e critiche. Nel 2006 è stata la voce narrante in una trasmissione di sei puntate sulla cronaca nera, intitolato Amore criminale, in onda su Rai 3. Nel luglio 2007 è una delle conduttrici che hanno seguito su MTV la diretta del Live Earth insieme ad Alex Infascelli con collegamenti in diretta dal Wembley Stadium di Londra con Angelo Minacapilli, capitano di No Excuse 2015 per MTV Italia. Nella primavera 2008 conduce su Rai 3 la trasmissione Tatami, in onda in seconda serata. Nell'estate del 2008 e in quella del 2009 torna a condurre Amore criminale.
Dal 29 gennaio 2012 conduce Mamma mia che domenica su LA7. Dal 2014 conduce il programma Alle falde del Kilimangiaro in sostituzione di Licia Colò. Nel 2016 partecipa al film Poveri ma ricchi per la regia di Fausto Brizzi, nel ruolo della moglie dell'artista famoso. Nel 2019 viene scelta come membro della giuria d'onore per il Festival di Sanremo 2019.

### Collaborazioni con la stampa
Camila Raznovich tiene una rubrica settimanale, Il mondo di Camila, per l'edizione milanese del Corriere della Sera, nella pagina dedicata a Cultura e Tempo libero e cura una rubrica della posta, La posta di Camila, sul mensile Max. Dal 2010 collabora con Io Donna per cui scrive la rubrica e il blog "M'ammazza".

### Vita privata
Negli articoli e interviste pubblicati in occasione del lancio della sua autobiografia Lo rifarei, pubblicata nell'autunno del 2006, racconta che i genitori si sono conosciuti e sposati in Argentina, ma si erano allontanati a causa della dittatura militare negli anni settanta. Fino all'età di 10 anni visse con la famiglia in diversi ashram in India e non solo, in quanto i genitori erano discepoli di Osho Rajneesh, per poi tornare in Italia.
Camila, che è imparentata con l'attrice Nadine Warmuth, è stata sposata con un ragazzo australiano, dal quale si è separata nel 2001, quando decise di lasciare New York per tornare in Italia e lavorare per MTV Italia.
Il 12 luglio 2009 nasce la sua primogenita, Viola; la sua secondogenita, Sole, è nata il 16 aprile 2012, avute entrambe dall'ex compagno, l'architetto Eugenio Campari. È legata sentimentalmente all'imprenditore francese Loic Fleury, con il quale si è sposata il 14 maggio 2021.

## Televisione
- Hanging Out (MTV, 1998)
- Amour (MTV, 1998)
- Dial MTV (MTV, 1998)
- Select (MTV, 1999)
- Hitlist Italia (MTV, 2000)
- Night Express (Italia 1, 2000)
- Le Iene (Italia 1, 2000)
- MTV Regeneration (MTV, 2001)
- Loveline (MTV, 2001-2008)
- MTV On the beach (MTV, 2002)
- Drugline (MTV, 2004)
- Sformat (Rai 2, 2004)
- Kiss & Tell (MTV, 2005)
- Girls' Night (MTV, 2005)
- Le relazioni pericolose (LA7, 2006)
- Voice (MTV, 2006)
- Amore criminale (Rai 3, 2007-2011)
- Live Earth (MTV, 2007)
- Uomo e gentiluomo (Rai 1, 2008) giurata
- Tatami (Rai 3, 2008-2010)
- Lasciami cantare! (Rai 1, 2011) giurata
- Mamma mia che domenica (LA7, LA7d, 2012)
- Mamma mia che settimana (LA7d, 2012)
- I Human – La macchina perfetta (DeASapere, Sky 420, 2013)
- Kilimangiaro (Rai 3, dal 2014)
- Il borgo dei borghi (Rai 3, dal 2015)
- Kilimangiaro Magazine (Rai 3, 2015)
- Kilimangiaro - Summer nights (Rai 3, 2015)
- Di borgo in borgo (Rai 3, 2017)
- Kilimangiaro - Ogni cosa è illuminata (Rai 3, 2018-2020)
- Kilimangiaro estate (Rai 3, dal 2021)
- Telethon (Rai 3, 2014-2016, 2019)
- Concerto del Primo Maggio (Rai 3, 2015, 2017)
- Macondo (Rai 3, dal 2023)

## Opere
- (con Marco Rossi) Loveline. Il sesso affrontato senza morbosità o imbarazzo, Dalai editore, 2003.
- Lo rifarei, Baldini Castoldi Dalai editore, 2006.
- M'ammazza. Diario di una mamma politicamente scorretta, Rizzoli, 2011.
- Non metterti comodo. Benvenuti nell' era del cambiamento , Piemme, 2023